# Buberos
Buberos je španělská obec (municipio) na východě provincie Soria v autonomním společenství Kastilie a León. V roce 2004 zde žilo 44 obyvatel, k 1. lednu 2015 klesl jejich počet na 36.

## Poloha
Buberos leží na Río Rituerto asi 36 kilometrů (silniční vdálenost) jihovýchodně od hlavního města provincie Soria poblíž hranic se sousední provincií Zaragoza v nadmořské výšce kolem 1020 m n. m. Města Calatayud a Zaragoza jsou odsud vzdálena asi 67 respektive 147 kilometrů jihovýchodně.

## Vývoj počtu obyvatel
| Rok      | 1960 | 1970 | 1981 | 1991 | 2001 | 2010 |
| Obyvatel | 197  | 105  | 77   | 53   | 48   | 37   |

Ve druhé polovině 19. století zde žilo 200 obyvatel. Zvyšující se mechanizace zemědělství a následná ztráta pracovních míst významně přispěla k výraznému poklesu počtu obyvatel v posledních desetiletích.